# Смешарики. Спорт
«Смешарики. Спорт» — спин-офф проекта «Смешарики», состоящего из шестиминутных сюжетов о различных видах спорта.

## Создание
Летом-осенью 2015 года Алексей Лебедев после закрытия его собственного анимационного проекта «Атомный лес» ненадолго возвращается к Смешарикам и по заказу студии Петербург пишет 12 сценариев для планировавшегося блока серий, приуроченного к Летним Олимпийским играм 2016 года в Бразилии. Позднее, количество серий было увеличено до 14 и три дополнительных сценария были написаны Ингой Киркиж, в то время как один из сценариев Алексея Лебедева остался неиспользованным из-за возникших сложностей в его реализации — действие разворачивалось на воде, а анимирование воды в 3D было высокозатратно.
Производство серий стартовало в 2016 году. Первоначально, проект планировали снимать в 2D формате, однако по неизвестным причинам был выбран формат 3D.
Официальный анонс мультсериала состоялся 16 января 2017 года. Первые восемь серий, объединённые в четыре двухсерийных блока, транслировались на Первом канале по субботам с 21 января по 11 февраля 2017 года. Ещё четыре серии, аналогично объединённые в два блока, были показаны на телеканале в течение года.
В феврале 2019 года Первый канал убрал «Смешариков» из эфирной сетки, однако к тому моменту оставались невышедшими ещё две серии этого проекта — «Эксклюзивное интервью» и «Таланты и поклонница». Премьера серий состоялась 8 ноября 2020 года на телеканале Рыжий.

## Описание
Смешарики очень любят спорт и физкультуру и хотят приобщить к спорту как можно больше маленьких зрителей!
Круглые герои научат детей заниматься разными видами спорта, расскажут об их правилах и особенностях. Попадая в непростые ситуации, любимые персонажи покажут, как нужно с честью их преодолевать, не бояться трудностей и преград на пути к цели. Взрослым не придётся тратить свои силы и драгоценное время, чтобы приобщить ребёнка к занятиям спортом. Это за родителей сделают забавные Смешарики с помощью цикла «Спорт»!